# Raywick, Kentucky
Raywick är en ort i Marion County i delstaten Kentucky, USA.